# Slingerland

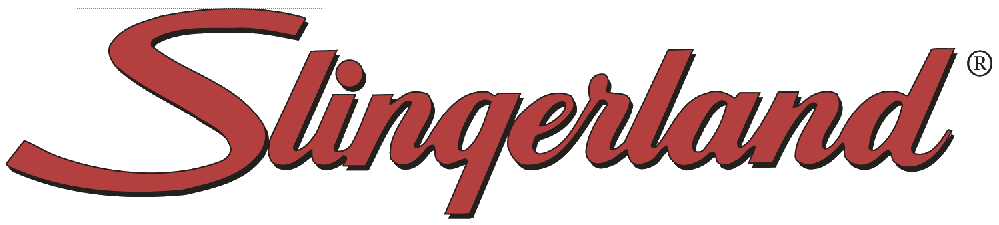
Logo.

Slingerland Drum Company es un legendario fabricante estadounidense de baterías y otros instrumentos musicales, ligado fuertemente a la rica historia del Jazz rítmico y el Big Band. 

## Historia
La compañía fue fundada por Heanon Henry Slingerland (1875-1946) en 1912 y comenzó primero como un negocio de importación de ukeleles desde Alemania, que poco después instaló una producción propia para poder satisfacer la alta demanda. Pronto, comenzaron a fabricar sus propios banjos y ukeleles y finalmente, guitarras (incluyendo guitarras eléctricas desde 1936). La producción de baterías e instrumentos de percusión comenzó en 1927, en respuesta a la entrada de Ludwig & Ludwig Drum Company en el mercado de fabricación de banjos.
Los primeros juegos de percusión Slingerland fueron producidos en 1928. Durante mucho tiempo, las baterías Slingerland fueron sinónimo de colosos del jazz como Gene Krupa y Buddy Rich, y su prestigio incluso traspasó las fronteras del jazz, convirtiéndose en favorito de músicos rock como Bev Bevan batería de la Electric Light Orchestra, Nigel Olssen, baterista de Elton John o Neil Peart de Rush, quien las utilizó entre 1974 y 1979. La compañía permaneció en manos de la familia Slingerland hasta 1970. En las décadas de los años 70 y 80, Slingerland cambió varias veces de dueño, hasta que Gibson Guitar Corporation adquirió la compañía de su anterior propierario, Gretsch, en 1994. 
Slingerland todavía existe y continúa ofreciendo una amplia variedad de baterías, incluyendo juegos con la firma de Gene Krupa y Buddy Rich. Actualmente funciona desde Conway, Arkansas, donde también fabrican otras series de instrumentos de percusión.

## Productos famosos
La línea de productos más famosa de Slingerland son las Cajas, Tom-Toms y Bombos de la serie “Radio King”. Esta serie fue lanzada por primera vez en 1935, y se convirtieron en el buque insignia de Slingerland, siendo producidos hasta 1957, cuando dichos modelos desaparecieron brevemente de la línea de productos. Entre 1960 y 1962, fueron reintroducidos y hasta hoy, la serie “Radio King” sigue siendo el producto estrella de Slingerland Drum Company. Los modelos antiguos “Radio King” originales son hoy buscados obsesivamente por coleccionistas, entusiastas y músicos profesionales nostálgicos. Tanto Gene Krupa como Buddy Rich fueron ambos patrocinantes de los modelos “Radio King”.
Una Caja “Radio King” original se distingue por su construcción: en lugar de varias capas de madera de caoba -como se fabricaban la mayoría de las cajas de la época-, la caja “Radio King” se fabricaba con una pieza única de madera de arce, doblada a vapor, con sólidos aros de refuerzo, también de arce, que ayudan a mantener el tambor con la forma redonda bajo la presión de las piezas metálicas que van unidas a él, lo cual reduce el desgaste natural al cual se expone el instrumento regularmente. Los tambores de una sola pieza de madera se reconocen por su resonancia y tono claro. 
Los Tom-Toms y Bombos “Radio King” se fabricaban con madera de caoba, con aros de refuerzo de arce. Estos tambores se reconocen por su sonido “sordo”: muy fuerte pero con un rápido decaimiento. La popularidad de la vieja caja Slingerland “Radio King” es evidente, pues son innumerables los bateristas profesionales que todavía la utilizan en 2007, a pesar de promocionar otras marcas.

## Peculiaridades
Durante la primera parte de la historia de la compañía -hasta la década de los 70- el proceso de fabricación de baterías Slingerland no estaba estandarizado, o por lo menos, no de la manera en que sí lo está en las grandes y modernas compañías de fabricación de instrumentos. No obstante algunas excepciones, es casi imposible establecer una clasificación taxonómica terminante para cada producto. Esto se debe en gran parte al hecho de que hubo piezas que eran dejadas a menudo fuera de la línea de ensamblaje, con lo cual -al final de cada año- quedaban piezas sobrantes, que eran utilizadas por los ensambladores al año siguiente, aun cuando dichas piezas hubiesen sido descontinuadas oficialmente de la línea de diseño. 
Decir de manera inequívoca que “todos los Radio King fabricados entre 19xx y 19xx tienen terminaciones X u orejetas Y" es imposible, pues casi todas las baterías y juegos de percusión Slingerland son una especie de híbridos raros y únicos.
Una salida interesante de la línea de productos estándar de Slingerland ocurrió durante la Segunda Guerra Mundial, cuando se utilizó madera para fabricar las piezas de los tambores que habían sido hechas tradicionalmente de latón, cromo, níquel y acero. Esto ocurrió debido a la alta demanda de metales, que eran necesarios para alimentar la maquinaria de guerra. Estos tambores fueron bautizados como la serie “Rolling Bomber”, y son también altamente apetecidos por coleccionistas.

## En la actualidad
Slingerland dio un traspié a finales de los años 80, luego de introducir la serie “Magnum”, que resultó un fracaso, yendo la compañía a la quiebra. A mediados de los años 90, el nombre Slingerland fue revivido por Gibson, quien puso a la empresa de nuevo en producción, pero utilizando cuerpos de arce, producidos por Keller, en lugar de fabricar los suyos. La compañía está actualmente luchando para lograr un espacio de mercado como el que tenía en sus días de gloria, cuando el nombre de Slingerland era fuerte y reconocido.